# Anselm Kiefer

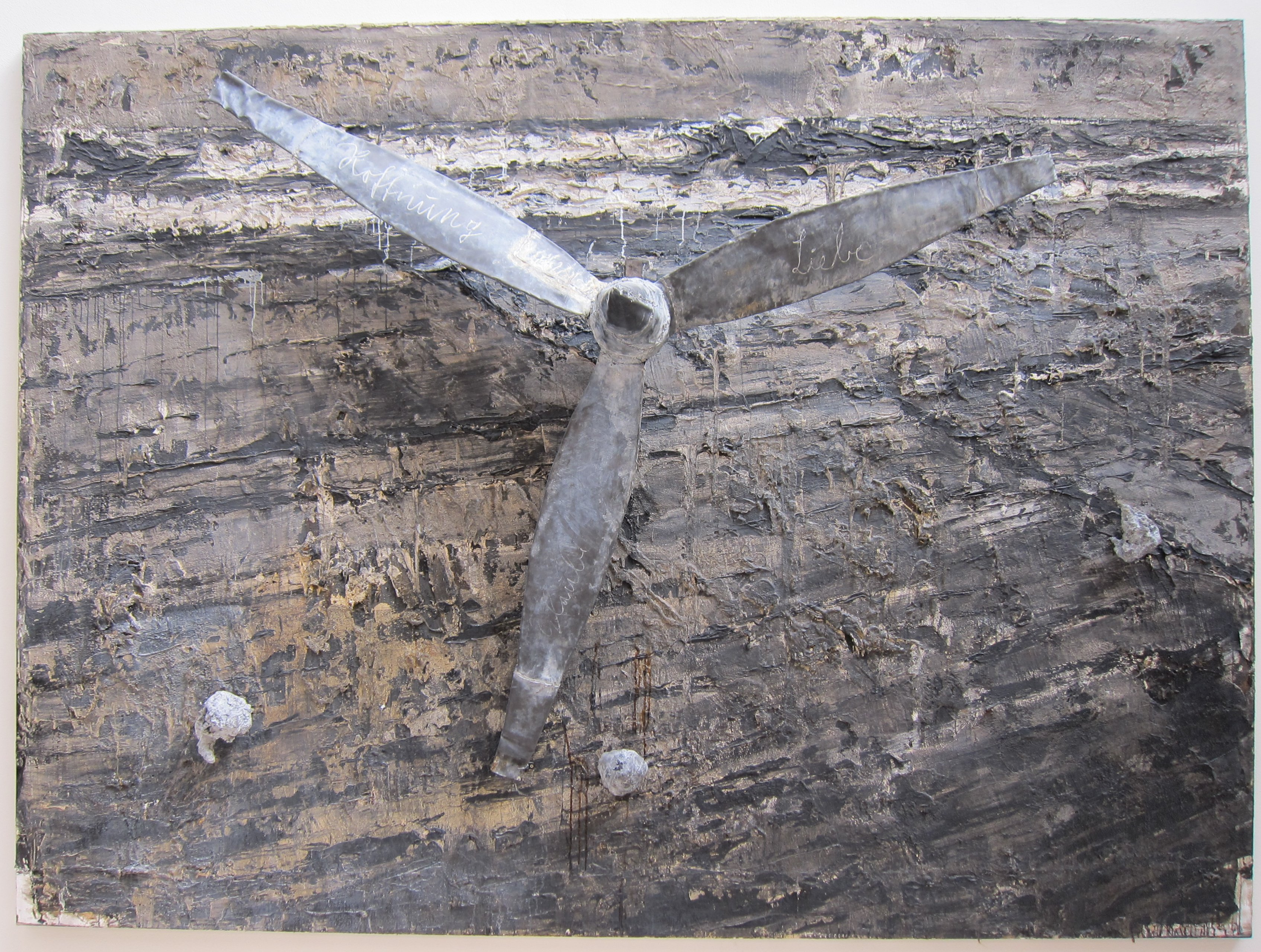
Anselm Kiefer: Glaube, Hoffnung, Liebe (1984–86)

Anselm Karl Albert Kiefer (* 8. März 1945 in Donaueschingen) ist ein deutscher und seit 2018 auch österreichischer Maler und Bildhauer. Er zählt zu den bekanntesten und erfolgreichsten deutschen Künstlern nach dem Zweiten Weltkrieg. Seine Werke werden in vielen Museen in Europa, Japan und den Vereinigten Staaten von Amerika gezeigt. Kiefer war auf bedeutenden internationalen Kunstausstellungen wie der documenta 6, 7 und 8 oder der Biennale von Venedig (Deutscher Pavillon 1980) vertreten und wurde mit zahlreichen Preisen und Ehrungen ausgezeichnet.
Kiefer absolvierte ein Kunststudium als Schüler von Peter Dreher in Freiburg und von Horst Antes in Karlsruhe. Seine Karriere begann mit einem Skandal, als er im Rahmen einer fotografisch dokumentierten Performance an verschiedenen Stätten Europas den Hitlergruß ausführte. Seine weitere Arbeit war stark geprägt von Themen aus der deutschen Geschichte und Kultur, von der Hermannsschlacht bis zum Nationalsozialismus, kulminierend im Holocaust und der Zerstörung der jüdischen Kultur in Deutschland. Kiefer gilt als ein Erneuerer der Historienmalerei und großer Illustrator geschichtlicher Katastrophen. Generell zählen überlieferte Mythen, Bücher und Bibliotheken zu seinen bevorzugten Sujets und Inspirationsquellen. Literarische Einflüsse, namentlich von Paul Celan und Ingeborg Bachmann, schlugen sich in seinen Arbeiten der mittleren Jahre nieder. In seinem späteren Werk erweiterte er den sondierten Mythenkreis auf jüdisch-christliche, ägyptische und orientalische Kulturen sowie auf Kosmogonien. Als Künstler des Gegenständlichen sucht und findet er in ihnen seine Quellen zur Weltdeutung und entlehnt ihnen Motive für die Darstellung des Unbegreiflichen und Nicht-Darstellbaren.

## Leben
Anselm Kiefer wurde kurz vor Kriegsende als Sohn des Wehrmachtsoffiziers und Kunstpädagogen Albert Kiefer und seiner Frau Cilly im Luftschutzkeller eines Krankenhauses in Donaueschingen geboren. 1951 zog die Familie ins badische Ottersdorf. Im nahegelegenen Rastatt besuchte er das humanistische Ludwig-Wilhelm-Gymnasium und legte dort 1965 das Abitur ab. Als Kunstpädagoge förderte sein Vater die frühen bildnerischen Versuche des Sohnes und machte ihn mit bildnerischen Techniken wie Linolschnitt, Tonarbeiten, Sandmalerei, Wachskreide- und Mosaiktechniken vertraut.
1963 gewann er den „Jean-Walter-Preis“ der Europäischen Organisation für Reisestudienstipendien, der Vorgängerorganisation der heutigen ZIS Stiftung für Studienreisen in Salem. Kiefer entschied sich, auf den Spuren von Vincent van Gogh durch Holland, Belgien und Frankreich zu gehen. Auf der Reise führte er ein Reisetagebuch mit vielen Skizzen.
1965 begann er in Freiburg im Breisgau das Studium der Rechtswissenschaften und Romanistik, das er nicht abschloss. Bereits in dieser Zeit widmete er sich zugleich der Bildenden Kunst und studierte von 1966 bis 1968 Malerei in Freiburg bei Peter Dreher und danach als Schüler von Horst Antes in Karlsruhe.
Seine Abschlussarbeit 1969 in Karlsruhe war eine fotografische Dokumentation einer Performance, die Kiefer Besetzungen nannte. In ihr führte er an verschiedenen Stätten Europas (Schweiz, Niederlande, Frankreich, Italien) den Hitlergruß aus, womit er „konzeptuell die Identifikation mit den Tätern simuliert“. Die Arbeit rief einen Skandal hervor und wurde von der Mehrheit der Akademieprofessoren abgelehnt. Seit 1970 verband ihn ein künstlerischer Austausch mit Joseph Beuys, der seine Arbeit förderte und der an Kiefers kritischer Absicht bei dieser Aktion keinen Zweifel hegte. Beuys war indessen weniger Lehrer als informeller Mentor, in den Worten Kiefers: „Ich war nie in seiner Klasse, sondern arbeitete im Odenwald. Von da aus bin ich dann einige Male nach Düsseldorf gefahren, mit meinen zusammengerollten Bildern auf dem Dach eines VW-Käfers, um sie Beuys zu zeigen.“ Mit Beuys teilt Kiefer die Vorliebe für scheinbar wertlose und verachtete Materialien, vornehmlich für Asche und Blei, die er in seinen monumentalen Bildern, Skulpturen und Installationen vielschichtig zur Wirkung bringt.
Kiefer arbeitete zunächst künstlerisch im Odenwald, wo er 1971 ein ehemaliges Schulhaus in Hornbach als Atelier bezogen hatte. In Michael Werner fand er früh einen namhaften Galeristen, der erste Ausstellungen – von 1973 bis 1977 im jährlichen Turnus – in seinen Räumen veranstaltete und ihn bis 1979 vertrat. Seine Gestaltung des westdeutschen Pavillons auf der Biennale in Venedig 1980 (u. a. mit den Arbeiten Deutschlands Geisteshelden und Wege der Weltweisheit) rief einen weiteren Skandal hervor. Die massive Kritik an seinem Werk erklärte er in einem späteren Interview: „In Deutschland wird einfach der löchrige Boden nicht gesehen, auf dem bei mir das Pathos steht.“
1981, kurz nach Kiefers Biennale-Premiere, begann mit der Londoner Ausstellung A New Spirit in Painting sein Erfolg in der angelsächsischen Welt. Eine Wanderausstellung zwischen 1987 und 1989 durch vier der angesehensten Museen der USA machte ihn weltberühmt; der amerikanische Kunstkritiker Charles Werner Haxthausen sprach von einem „Triumphzug“. Kein anderer deutscher Künstler der Nachkriegsära habe in den USA einen solchen Enthusiasmus entfacht. 1993 folgte eine Ausstellungstournee durch Japan.
1988 hatte er eine ehemalige Ziegelei in Höpfingen bei Walldürn erworben, wo er ein umfassendes Kunstpark-Projekt Zweistromland plante, benannt nach seiner gleichnamigen Installation eines zweiflügeligen Regals mit Bleibüchern (1986–1989). Nachdem er aus persönlichen Gründen die geplante Stiftung für den Kunstpark nicht hatte realisieren können, verließ er 1991 Deutschland. In einem Interview bekannte er: „Das Verlassen eines Landes ist eine Art Hygiene.“ In einer selbst verordneten dreijährigen Malpause reiste er nach Nepal und Thailand, nach China, Australien und Mexiko und widmete sich dem Fotografieren und dem Schreiben, bevor er Anfang 1992 die Ateliers im Odenwald (Buchen, Hornbach und Höpfingen) aufgab und sich 1993 in Frankreich niederließ. Diese Zäsur, die auch eine in seiner Produktion werden sollte, fiel mit dem Ende seiner ersten Ehe zusammen. Danach richtete er im südfranzösischen Barjac (Cevennen) sein Atelier auf dem 35 ha großen Industriegelände einer ehemaligen Seidenfabrik ein. Als er es 2008 verließ, hinterließ er auf dem Gelände 52 zum Teil sehr große Gebäude. Er bezog danach ein Atelier im Pariser Vorort Croissy-Beaubourg in den Lagerhallen eines ehemaligen Pariser Kaufhauses, die 36.000 Quadratmeter umfassen, etwa ein Zehntel der Fläche des vorherigen Ateliers.
Im Winter 2010/2011 lud ihn das Collège de France in Paris zu einer Vorlesungsreihe über sein Kunstverständnis ein, der Kiefer den Titel „Die Kunst geht knapp nicht unter“ (L’art survivra à ses ruines) gab.
Im Herbst 2011 äußerte er in einem Spiegel-Interview die Absicht, das stillgelegte Kernkraftwerk Mülheim-Kärlich für künstlerische Zwecke zu übernehmen und es in ein Pantheon zu verwandeln. Um das Kraftwerk zu kaufen, müsste es erst aus dem Atomgesetz entlassen werden. Die Wirtschaftsministerin von Rheinland-Pfalz lehnte den Verkauf ab.
Neben seiner Arbeit als Maler und Bildhauer war Kiefer auch als Bühnenbildner und Kostümdesigner für Theater und Oper tätig, so für Ödipus auf Kolonos (Burgtheater Wien, 2003) und Elektra (Teatro di San Carlo, Neapel, 2003), beides Inszenierungen von Klaus Michael Grüber. Zur Neueröffnung der Pariser Opéra Bastille 2009 beauftragte ihn der Operndirektor Gerard Mortier, gemeinsam mit dem deutschen Komponisten Jörg Widmann, mit der visuellen und musikalischen Performance Am Anfang.
Kiefers zweite Ehe mit der österreichischen Fotografin Renate Graf wurde 2014 geschieden; aus der ersten Ehe mit Monika stammen drei Kinder, aus der zweiten zwei.
Er erhielt Preise, Ehrungen und Auszeichnungen. Auf der Frankfurter Buchmesse 2008 wurde ihm, als erstem bildenden Künstler, der Friedenspreis des Deutschen Buchhandels verliehen. 2009 erhielt er in Paris den Adenauer-de-Gaulle-Preis.
Im Januar 2018 wurde dem mit dem „Kiefer-Pavillon“ in der Salzburger Altstadt vertretenen Künstler vom dortigen Landeshauptmann Wilfried Haslauer die österreichische Staatsbürgerschaft verliehen.
Am 27. April 2025 eröffnete in Kiefers Elternhaus in Rastatt-Ottersdorf das Museum „Haus Kiefer“. In der Eröffnungsausstellung sind Werke aus den 1970er und 80er Jahren zu sehen.

## Werk

### Themen, Motive und Materialien
Laut dem französischen Kunsthistoriker Daniel Arasse entwickelt sich das Werk von Anselm Kiefer in einem Prozess aus Ablagerung, Kreuzung und Überarbeitung von Themen, Motiven und Konstellationen, die in sehr unterschiedlichen Medien immer wieder auftauchen und sich in ihnen überlagern.

#### Themen
Wiederkehrende Themen und Sujets sind überlieferte Mythen, Bücher und Bibliotheken. Einem Interviewer stimmte er zu, dass sich sein Schaffen „im Wechselspiel von Mythologie und Ratio“ ereigne. Er sei ein „Künstler der Unterwelt“ („I am an artist of the underworld“), lautet eine seiner jüngeren Selbstcharakterisierungen. Armin Zweite versteht Kiefers Malerei als Interpretation der Welt, nicht als Vergegenwärtigung subjektiver Wahrnehmung, sondern als Weltdeutung, „Aneignung des Unbegreiflichen“.
Nur wenige zeitgenössische Künstler haben einen so ausgeprägten Sinn für die Verpflichtung der Kunst zur Beschäftigung mit der Vergangenheit und ethischen Fragen der Gegenwart. Ende der 1980er Jahre bekannte er sich in einem „Art Talk“ zur Verantwortung der Kunst wie folgt: „Ich glaube, daß Kunst Verantwortung übernehmen muss, doch sollte sie nicht aufhören, Kunst zu sein. […] Meine Inhalte sind vielleicht nicht zeitgenössisch, aber politisch.“ Wie der Kunsthistoriker Werner Spies konstatiert, machte Kiefer, wie nur noch Gerhard Richter, „mit der Verdrängung von Namen, Begriffen und Topografien Schluß“. Als „pictor doctus“ (gelehrter Maler) charakterisiert die Schweizerin Andrea Lauterwein in ihrer Dissertation über Kiefer und Paul Celan einen Maler, der sich auf breite philosophische und literarische Referenzen stütze und dessen Dialog mit dem Poeten Celan leitmotivisch in sein Werk eingegangen sei. Durch die Rezeption von Celans Poesie habe er den Zirkel von Faszination und Ekel angesichts der nationalsozialistischen Phantasmagorie durchbrechen und auch die jüdische Sicht auf Holocaust und Shoa bildnerisch verarbeiten können. Der Londoner Kunsthistoriker Norman Rosenthal schreibt zur Wirkung von Kiefers Bildern: „Sie mögen den Deutschen Schmerzen bereiten, aber im Ausland wird er auch deshalb bewundert, weil er komplexe Werke zur Hitler-Zeit, auch zum Judentum geschaffen hat.“ Dieser Deutsche habe ein echtes Verhältnis zur eigenen Kultur, zu Beethoven, Heine, Goethe oder Wagner, und er bringe in seiner Kunst „das Schreckliche und das Schöne an seinem Land auf grandiose Weise zusammen“. Der französische Kunsthistoriker Daniel Arasse hebt hervor, dass Humor, Ironie und Spott „eine konstitutive Dimension“ seiner Arbeit sei, die es ihm bisweilen erlaube, „Verbote zu übertreten“.
Neben dem Dichter Paul Celan hat sich Kiefer auch von Ingeborg Bachmann zu bedeutenden Werken inspirieren lassen. Die Bilder Böhmen liegt am Meer (1995 und 1996) tragen den Titel eines auf einem Shakespeare-Motiv basierenden Gedichts von Bachmann. Auch ihr Vers „Jeder, der fällt, hat Flügel“ steht auf einem seiner späteren Gemälde aus Barjac.
Wer das bisherige Gesamtwerk Kiefers zu überschauen und zu ordnen sucht, wird immer wieder darauf stoßen, dass der Künstler unterschiedliche und zu unterschiedlichen Zeiten entstandene Werke und Werkgruppen mit gleichen Titeln bezeichnet, mit den Worten Jürgen Hohmeyers, ehemaliger Kulturredakteur des Spiegel, ist für Kiefer „Titel-Recycling […] geläufige Praxis“. Beispielhaft dafür sind seine mit Himmelspaläste oder Türme der Himmelspaläste bezeichneten zahlreichen Werke, Werkgruppen und Ausstellungen.
War Kiefers frühe Schaffensperiode durch eine nahezu obsessive Auseinandersetzung mit der deutschen Geschichte und Kultur bestimmt, dann traten in seinen späteren Werkphasen neben Gnosis und jüdischer Mystik (Kabbala) ägyptische und altorientalische Mythologien sowie Kosmogonien als neue Inspirationsquellen hinzu, ohne dass die alten Themen völlig verschwanden.

#### Motive
Formal ist Kiefers Werk monumental und figurativ („Ohne einen Gegenstand würde ich sowieso kein Bild machen“). Seine bevorzugte Farbe ist Grau, die „Farbe des Zweifels“. Inhaltlich zeugen die Arbeiten von einer „Weiterführung der Historienmalerei“ und einer „intensiven Auseinandersetzung mit Kulturbeständen“. Amerikanische Kunstkritiker verorten ihn in der Tradition der romantischen Landschaftsmalerei Caspar David Friedrichs.
Skeptisch beurteilt Kiefer den „klassischen Arbeitsprozess des Malers, mit Idee, Skizzenbuch, Ausführung“, den es bei ihm nicht gebe; „denn dafür müsste ich von einem angestrebten Ergebnis ausgehen, und das interessiert mich nicht“. „Ich sehe meine Bilder wie Ruinen, oder wie Bausteine, die man zusammensetzen kann. Sie sind Material, mit dem man etwas bauen kann, aber sie sind nichts Vollendetes. Sie sind näher am Nichts als an der Vollendung.“ Nur selten werden in seinen Arbeiten menschliche Personen dargestellt, wenn dann als „Ikonen, kulturgeschichtlich verankerte Symbole für Menschen“ oder als Selbstdarstellungen.

#### Material
Geprägt sind seine Arbeiten vom archaisierenden Material: neben dem dominanten Blei, sind es Asche, Stroh, Sonnenblumen, Haarsträhnen, Sand, Tonerde, angebranntes Holz, Stofffetzen, die oft in überlappenden Schichten aufgetragen werden. Kiefer ist ein „Freund des Bleis“, wie er selbst eingesteht: „Das Blei wirkt mehr als alle anderen Metalle auf mich“. Sein Credo formulierte er im Paradoxon: „Ich vergeheimnisse die Materie, indem ich sie entkleide.“
Dem Beuysschen Denken nahe sind – neben der Vorliebe für unkonventionelle Materialien – die von Kiefer wahrgenommenen Parallelen zwischen den Rollen des Alchemisten und Künstlers, von denen letzterer Rohmaterial und Leinwand zu symbolischen Bedeutungsträgern umwandelt.
Zitate zu Kiefers bevorzugten Werkstoff Blei
Frage: Was fasziniert Sie so am Blei?
Kiefer: „Es ist wie mit der Aura von Namen. Das Blei wirkt mehr als alle anderen Metalle auf mich. Wenn man so einem Gefühl nachforscht, erfährt man, dass Blei schon immer ein Stoff für Ideen war. In der Alchemie stand dieses Metall an der untersten Stufe des Goldgewinnungsprozesses. Blei war einerseits stumpf, schwer und mit Saturn verbunden, dem hässlichen Mann — andererseits enthält es Silber und war auch schon der Hinweis auf eine andere, geistigere Ebene.“
Ferdinand von Schirach äußerte sich zu Kiefer in einem ZEITmagazin-Interview:
»Ich bewundere ihn, man kann sich seiner Arbeit nicht entziehen«, sagt von Schirach. »Er hat mir erzählt, dass der Kölner Dom früher mit Bleiplatten bedeckt war, die ersetzt worden sind. Kiefer hat das gesamte Blei vom Kölner Dom gekauft. 40 Lastwagen sind von Köln nach Barjac in Frankreich gefahren. Kiefer besitzt da ein riesiges Gelände. Ich sage also zu ihm: ›Das ist ja toll, dann haben Sie bis zum Ende ihres Lebens Blei.‹ Seine Antwort: ›Nee, nach drei Jahren war alles weg.‹«
Florian Illies deutet Anselm Kiefers Materialpräferenzen so: „Die Asche ist Kiefers Element, mit ihrer unauslöschbaren Erinnerung an das Feuer, ihrer irritierenden Fruchtbarkeit, ihrer brüchigen, düsteren Materialität. Und der Materialist Kiefer benutzt so oft das saturnische Blei, um uns die Schwere und Biegsamkeit jeder Geschichte, jeder Wahrheit und jeder Lüge auf ewig vor Augen zu halten.“

### Auseinandersetzung mit deutscher Geschichte
In seiner Düsseldorfer Zeit hatte Kiefer begonnen, seine Farb- und Materialpalette zu erweitern. Dick aufgetragene Farbschichten bearbeitete er mit Feuer oder Äxten und kombinierte sie mit Glas, Holz und Pflanzenteilen. In den 1970er Jahren beschäftigte er sich insbesondere mit deutscher Mythologie. Die in dieser Zeit entstandenen Arbeiten lösten nicht nur „Faszination und Schrecken“ aus, sie veranlassten manche Kritiker, ihn in die Nähe neofaschistischer Ideologie zu rücken.
Kiefers frühes Werk ist außerordentlich stark bestimmt von der deutschen Geschichte, ihren Geistesgrößen und ihren Mythen. „Meine Biographie ist die Biographie Deutschlands“, lautet ein häufig zitierter Ausspruch von ihm. In seinem gesamten Schaffen setzt er sich mit der Vergangenheit, insbesondere mit der deutschen Geschichte des 19. Jahrhunderts auseinander. Der Nationalsozialismus ist ein Element inmitten einer viel umfassenderen Struktur. Er gilt als ein Geschichtsversessener, der sich als erster deutscher Künstler nach dem Zweiten Weltkrieg auf das heikle Feld der Nazisymbolik begab und damit Tabu- und Reizthemen der jüngeren Geschichte berührte. Insbesondere fragte er nach der ideologischen Herkunft des Nationalsozialismus und der Vorbereiterfunktion deutscher Nationalmythen wie Nibelungen und Hermann der Cherusker. Das Gedächtnisraster, an dem Kiefer webt, „betrifft die Gesamtheit jenes ursprünglichen Deutschtums und jener Kultur, die der Nationalsozialismus in der Geschichte zu aktualisieren behauptete“. Die Folge waren jahrzehntelange kontroverse Diskussionen in den Medien über den Wert seines künstlerischen Schaffens.
Generell zeichnen sich die Werke seiner „deutschen Phase“ durch einen dumpfen, fast schon depressiv wirkenden, zerstörerischen Duktus aus. In vielen seiner Arbeiten verwendet Kiefer eine Fotografie als Ausgangsfläche, um sie dann mit Erde und anderen Naturmaterialien (Stroh, Sand, Blei oder Erde) zu bearbeiten; auch Haare und angebranntes, verkohltes Holz integriert er in seine Geschichtslandschaften. Gleichfalls charakteristisch ist, dass man in fast allen Gemälden Kiefers Schriftzüge bzw. Namen von Menschen, Sagengestalten oder geschichtsträchtigen Orten findet. All dies sind verschlüsselte Siglen, durch die Kiefer die Vergangenheit aufzuarbeiten sucht. Daher wird er oft auch mit einer als Neuer Symbolismus bezeichneten Stilrichtung in Verbindung gebracht.

#### „Besetzungen“
Bereits seine erste Einzelausstellung Besetzungen, die 1969 in Karlsruhe als eine Serie von Schwarz-Weiß-Fotografien seiner Karlsruher Abschlussarbeit gezeigt wurde, sorgte für öffentliche Auseinandersetzungen. Die Fotos zeigten Kiefer an verschiedenen Stätten Europas (vor antiken Gräbern, im Amphitheater, vor Meeresbrandung und monumentalen Berglandschaften ehemals besetzter Länder) den Hitlergruß ausführen. Er war bekleidet in den Uniformteilen seines Vaters (Reithose, Reitstiefel und Militärmantel), die dieser als Offizier an der Front im Krieg getragen hatte. Die danach in Bilder umgesetzten Fotos wurden erst 2008 in der Berliner Galerie Heiner Bastian gezeigt (zuvor wollte sie keiner ausstellen). Von den Kritikern wurde Kiefers Performance als eine „Teufelsaustreibung mittels Affirmation“ wahrgenommen.
Das Motiv seiner Performance hat Kiefer später erklärt: „Ich wollte für mich selbst herausfinden, ob Kunst nach dem Faschismus überhaupt noch möglich ist. Ich wollte hinter dem Erscheinungsphänomen Faschismus, hinter seiner Oberfläche erkennen, was der Abgrund Faschismus für mich selbst bedeutet […], ich wollte das Unvorstellbare in mir selbst abbilden.“ In einem anderen Interview äußerte er: „In diesen ersten Bildern wollte ich mich selbst fragen: bin ich faschistisch? Es ist eine sehr schwerwiegende Frage. Man kann darauf nicht auf die Schnelle antworten. Das wär ja einfach. Autorität, Konkurrenzgeist, Überlegenheitsgefühle […] all das gehört zu meiner Persönlichkeit, wie zu jedem Menschen.“ Der Kunsthistoriker Werner Spies sah als eine Triebfeder in Kiefers Kunst, dass er die historische Auseinandersetzung verquickte mit dem gefährlichen Abglanz der Verblendung, die zu dieser fatalen Vergangenheit geführt habe.

#### „Deutschlands Geisteshelden“, „Siegfried“ und „Märkische Heide“
Nach der Ausstellung von 1969 trat Kiefer erst 1973 wieder an die Öffentlichkeit mit einer von der Kommentarliteratur als „Dachbodenbilder“ bezeichneten Werkreihe mit biblischen und germanisch-mythologischen Themen. Zu ersten Gruppe gehören: Glaube, Hoffnung, Liebe und Vater, Sohn, Heiliger Geist, zur letzten Gruppe: Parzifal, Notung, der Nibelungen Leid und Deutschlands Geisteshelden. Das Kolorit dieser Arbeiten bestimmen warme Brauntöne mit einem sparsamen Einsatz von Weiß, Schwarz und Grau. Den Gemälden sind, wie es für sein gesamtes Werk charakteristisch werden sollte, Bezeichnungen, Namen und Zitate eingeschrieben. Der Dachboden hat viele Kommentatoren zu ikonographischen Überlegungen angeregt. Als Abstellraum und Aufbewahrungsort ausgedienter Objekte, sei er ein Speicher des Erbes und historischen Erinnerns, und von diesem Erbe handeln die Dachbodenbilder Kiefers. In zwei Einzelausstellungen – unter den Titeln Notung und Der Nibelungen Leid – wurden die Arbeiten 1973 in Köln und Amsterdam gezeigt.
Das großformatigste Bild und gleichzeitig Höhepunkt dieser Reihe ist das ebenfalls 1973 entstandene Gemälde Deutschlands Geisteshelden. Darauf sieht man einen aus rohem Holz gezimmerten, hallenartigen Dachboden, der sich nach rückwärts perspektivisch verjüngt und eine Raumwirkung von außerordentlicher Suggestivkraft erzeugt. An den Wänden flackern Ehren-Feuer in Schalen und auf dem Boden sind mit Kohle in Kinderschrift die Namen der Helden geschrieben. Die in „autobiographischer Willkür“ (Jürgen Harten) erstellte Heldenliste umfasst: Richard Wagner, Richard Dehmel, Josef Weinheber, Joseph Beuys, Adalbert Stifter, Caspar David Friedrich, Arnold Böcklin, den Preußenkönig Friedrich II., die mittelalterliche Mystikerin Mechthild von Magdeburg, Robert Musil, Nikolaus Lenau, Hans Thoma, Theodor Storm. Das Gemälde ist von einer starken Ambiguität geprägt. Sie kommt nicht nur in der willkürlich erscheinenden Namensliste zum Ausdruck, die sowohl Hitleranhänger, wie Weinheber, als auch Hitlergegner, wie Musil, enthält. Schon der Titel ist nach Kiefer Aussage ironisch zu verstehen. Auch die Darstellung selbst gilt Kommentatoren als eine ironische Anspielung auf die Regensburger Walhalla. Sabine Schütz stellt einen unmittelbaren Bezug zur Fotografie eines nationalsozialistischen Feierraums für die Jugend her und verweist auf die grundlegende Ambivalenz von Kiefers Dachboden-Werken, die den Nationalsozialismus durch „scheinbare Affirmation“ kritisieren.
Kiefers frühe Landschaftsbilder sind gleichfalls mit Geschichte aufgeladen. Sie sind kontaminiert mit dem vom Nationalsozialismus propagierten „deutschen Sehen“. Sein erstes großes Landschaftsbild: Märkische Heide entstand 1971. Dessen Sujet wandelte er in den darauf folgenden Jahren in unterschiedlichen Formaten häufig ab. Die Märkische Heide ist die Heidelandschaft zwischen Spreewald und dem Südosten Berlins in der Mark Brandenburg. Sie symbolisiert hier einen geschichtsträchtigen Ort mit den Wurzeln Preußens.
Das Gemälde von 1974 (Van Abbemuseum, Eindhoven) zeigt einen verschmutzten Weg in einer Heidelandschaft, der in der Mitte des unteren Bildrands breit beginnt und vertikal mit sich verjüngender Perspektive scheinbar endlos auf die hohe Horizontlinie zuläuft, wo Land und Himmel nahtlos verschmelzen. Am rechten Wegrand ragen drei schlanke Birkenstämme. Die weißen Farbtöne des Weges und der Birken kontrastieren mit den dunklen Gelb- und Brauntönen der menschenleeren Heidelandschaft, über der eine düstere Stimmung liegt. Über die Mitte des unteren Weges sind die Worte „märkische Heide“ geschrieben. Korrespondierend zu den Heide-Bildern hat er in den 1980er Jahren mehrere Bilder produziert, denen er den Titel (oder Teiltitel) märkischer Sand gab (z. B. Wege: märkischer Sand, 1980; Ikarus – märkischer Sand, 1981; Märkischer Sand, 1982) und in denen er teilweise Sand mit Farbe vermischte. Keine unwesentliche Rolle für die Titelgebung dürfte die Vereinnahmung des brandenburgischen Heimatliedes Märkische Heide, märkischer Sand durch die Nazis gespielt haben.
Das ebenfalls 1974 entstandene, in dominant schwarzer Ölfarbe auf Rupfen gehaltene Bild Maikäfer flieg (Sammlung Marx) zeigt eine düstere Landschaft mit verwüsteter, verbrannter Erde. Am oberen Rand ist mit krakeliger Schrift der Anfang des Kinderlieds „Maikäfer flieg, der Vater ist im Krieg, die Mutter ist in Pommerland, Pommerland ist abgebrannt“ eingetragen. Auch mit diesem Bild werden Assoziationen an die jüngere deutsche Geschichte, an Krieg (verbrannte Erde), Flucht und Vertreibung hervorgerufen.
Das Gemälde Siegfried vergißt Brünhilde (1975) hat mit seiner ambivalenten Verknüpfung zweier mythologischer Charaktere einige Kommentatoren zu weitreichenden Überlegungen inspiriert. Es zeigt eine Winterlandschaft mit zum Horizont konvergierenden Ackerfurchen, in der im Längsverlauf einer Furche zum hohen Horizont hin der Titel des Gemäldes eingeschrieben ist, wobei der auf den Ackerfurchen liegende Schnee das Vergessen symbolisiert. Daniel Arasse stellt es in Beziehung zu späteren bearbeiteten Fotografien in Kiefers Buch Siegfried’s Difficult Way to Brünhilde (1977). Sie zeigen stillgelegte Eisenbahnstrecken, die zu einem in Flammen stehenden Horizont führen, die weniger an den Feuerkreis um die schlafende Brünhilde als an die Verbrennungsöfen der Vernichtungslager erinnern. Auch Andrea Lauterwein interpretiert das Siegfried-Bild im Kontext der bearbeiteten Fotos mit den überwucherten Schienen, die als Symbol für den Holocaust stehen. Und „Siegfried’s Difficulty“ wertet sie als Metapher für die Aufgabe zu erinnern statt zu vergessen.
„Märkischer Sand“ von 1982 ist ein großes langgestrecktes Bild mit einer leeren, wie Petra Kipphoff meint, „sich wie in einem Strudel zum Horizont ziehenden Landschaft, in der Geschichte und Leben untergepflügt scheinen“. Schildchen mit Ortsnamen wie Küstrin, Oranienburg, Neuruppin, Rheinsberg oder Buckow rufen Assoziationen an die preußische Geschichte und an Theodor Fontanes Wanderungen durch die Mark Brandenburg hervor sowie an die Nazivergangenheit mit ihren KZs (Oranienburg, Sachsenhausen) und Todesmärschen. Werner Spies spricht davon, dass der Maler in der Arbeit die Samen seiner historischen und mythologischen Erinnerung aussät. „Die technische Virtuosität steigert sich dabei regelrecht zum wagnerianischen Tutti: Sand, Teer, Schellack, Sägemehl, Bleifolien, sprechende Materialien wie das Stroh der Brandstifter, Stacheldraht und Kleidungsstücke tragen zu der depressiven Stimmung bei, sprechen von diesem ‚Waste Land‘, das T. S. Eliot zur Metapher der verödeten chaotischen Moderne ausgerufen hat.“

#### „Wege der Weltweisheit“ und „Hermannsschlacht“
Der Bilderzyklus Wege der Weltweisheit – Die Hermannsschlacht, entstanden zwischen 1976 und 1980, zählt zu den „beeindruckendsten, aber auch umstrittensten seines frühen Werks“. Die Werkgruppe besteht aus einem monumentalen Gemälde (je nach Variante bis sieben Meter breit), einer Anzahl von Holzschnitt-Collagen und zwei aus Holzschnittporträts bestehenden Buchobjekten, in denen bekannte Personen aus der deutschen Kulturgeschichte abgedruckt sind. Das eine davon, „Wege der Weltweisheit“ betitelt, versammelt Persönlichkeiten aus dem bürgerlich-republikanischen Gottfried-Keller-Kreis, das zweite unter der Überschrift „Die Hermannsschlacht“ Porträtköpfe, die einer Nazi-Publikation entnommen wurden, in der Dichter wie Hölderlin und Eichendorf sowie Philosophen wie Kant und Heidegger vereinnahmt wurden. In der Collage führte Kiefer somit Personen aus dem links- und dem rechtsbürgerlichen Spektrum zusammen, scheinbar beliebig, wie schon zuvor in seinem Werk Deutschlands Geisteshelden. Verbindendes Sujet des Ensembles ist die Hermannsschlacht, wobei es Kiefer vorwiegend um die nationale Rezeptionsgeschichte und um die „Tendenz zu Nationalismus und Chauvinismus in der deutschen Geistestradition“ geht, die Arminus, genannt Hermann, der Cherusker zum deutschen Nationalhelden und Identitätsstifter machte. Der Bildtitel Wege der Weltweisheit zitiert eine philosophische Schrift des Jesuitenpaters Bernhard Jansen von 1924 und verweist auf den Kontext der Aufklärung, die dem Gedanken der allwaltenden Gottheit ein säkulares Pendant entgegensetzt, vergleichbar mit Hegels „Weltgeist“. Kiefer erinnert an die von „Idealismus, Romantik und Freiheitskriegen geprägte Epoche, indem er Zeitgenossen aus Kultur und Politik mittels Porträt herbeizitiert“, unter ihnen der Pädagoge Friedrich Schleiermacher, der Philosoph Johann Gottlieb Fichte, die Generäle Blücher und Clausewitz, die Dichter Klopstock und Grabbe, aber auch die modernen Lyriker Rainer Maria Rilke und Stefan George sowie der wegen seiner Haltung im Dritten Reich umstrittene Philosoph Martin Heidegger. Die meisten Köpfe sind zum Bildzentrum angeordnet. Es existieren mehr als ein halbes Dutzend Versionen der Monumentalcollage mit unterschiedlichen Variationen desselben Themas. Einige der Arbeiten wurden 1979 einem größeren Publikum in Eindhoven und ein Jahr später in Venedig ausgestellt.
Seine Bilder sowie die Skulpturen von Georg Baselitz verursachten bei der Biennale von Venedig im Jahre 1980 einen Aufruhr. Die Betrachter mussten entscheiden, ob die scheinbar nationalsozialistischen Motive ironisch gemeint waren oder ob damit faschistoide Ideen transportiert werden sollten. Auf riesigen Leinwänden erschuf er epische Bilder, die die Geschichte der deutschen Kultur mit Hilfe der Darstellung eines „Kompendiums der deutschen Geschichte“ (Klaus Gallwitz) aufriefen. Mit dieser „Genealogie deutschen nationalismus“ (Robert Hughes) setzte Kiefer die Tradition der Geschichtsmalerei als Mittel zur Ansprache an die Welt fort. Kiefers Orientierung am ikonographischen Repertoire der nationalsozialistischen Malerei veranlasste Werner Spies in seinem Biennale-Bericht zu schreiben: „Vor dem Säer muß gewarnt werden!“

#### „Margarete“ und „Sulamith“
Zwischen 1980 und 1983 schuf Kiefer eine Reihe von Werken, die von Paul Celans Gedicht Todesfuge inspiriert wurde. Diese Arbeiten waren das Ergebnis seiner Auseinandersetzung mit der Frage, inwiefern sich die deutsche Identität noch mit der Verdrängung der nationalsozialistischen Judenvernichtung aufrechterhalten lasse. Sabine Schütz wertet dies als den „heikelsten Punkt seines damaligen Projekts“. Zu der Werkgruppe gehören Dein goldenes Haar, Margarete. (1980) und Sulamith. (1983). Beide Namen werden in der Todesfuge. rhythmisch und gleichsam kontrapunktisch, wie in einem Gebet, angerufen. Andrea Lauterwein begreift sie als Toponyme, die ikonographisch für die Margarete in Goethes Faust und die Sulamith im Hohelied Salomos, als Personifikationen des Neuen (Maria) und des Alten Testaments (Sulamith), weiter für Judentum und Christentum, für Ecclesia und Synagoge einstehen. Nichts liegt näher, dass bei Celan wie bei Kiefer Margarete für das Deutsche und Shulamith für das Jüdische den Namen abgibt. Das Namenspaar wird indes nur in separaten Gemälden dargestellt, wenngleich in den Margarete-Bildern Sulamith zuweilen als Schatten gegenwärtig ist. Beide wurden zuerst in analog komponierten Landschaftsbildern dargestellt, die aufgewühlte, auf einen hohen Horizont zulaufende Ackerfurchen zeigen (s. nebenstehende Abbildung).
Während Kiefer Margarete in den verschiedenen Varianten als Landschaft mit gekrümmten Strohbündeln, Margaretes Körper substituierend, darstellt, greift er für die Darstellung von Sulamith auf sehr verschiedenartige Sujets zurück: beginnend mit einer leidenden Landschaft, wechselnd zu Personifikationen mit lang herabhängenden schwarzen Haarsträhnen oder einem bleiernen Buch mit eingeklebten Haarsträhnen, endend mit einer Grabhalle, die der von dem Architekten Wilhelm Kreis für das Oberkommando des Heeres entworfenen Soldatenhalle nachgebildet ist. Hierin zeigt sich die für Kiefers Kunst charakteristische Umdeutung überlieferter Symbolik: Die für die Bestattung von Kriegshelden entworfene Grabhalle wird für den Kunstkritiker Charles Werner Haxthausen zum „verkohlten Mahnmal für die Opfer des Holocaust“. Andrea Lauterwein erinnert es an Krematorien der Konzentrationslager (s. nebenstehende Abbildung).
Kommentatoren betonen die in Celans Gedicht wie in Kiefers Bilderzyklus zum Ausdruck kommende Untrennbarkeit der blonden deutschen Margarete und der dunklen Jüdin Sulamith, worin sich eine Trauer über den Verlust des Jüdischen in der deutschen Kultur manifestiere.

### „Die Frauen der Revolution“
Um 1984 entstand seine erste Installation, Die Frauen der Revolution. Es handelt sich dabei um 13 Bleibetten unterschiedlicher Größe (zwischen 140 × 70 und 200 × 110 cm). Alle Betten sind mit einem bleiernen, zerknitterten Laken überzogen, in deren Mitte sich eine mit Wasser gefüllte Delle befindet. Für die Schweizer Kunsttheoretikerin Janine Schmutz lassen die Betten Assoziationen an Auffanglager und KZ-Baracken, aber auch an verlassene Landschaften mit Bombenkratern zu. Auf kleinen, den einzelnen Betten zugeordneten Papierschildern stehen die Namen von 22 berühmten französischen Frauen, die während der Französischen Revolution eine wichtige Rolle gespielt haben, unter ihnen Madame Récamier, Olympe de Gouges, Madame de Staël, Théroigne de Méricourt und Charlotte Corday. Einige der Frauen fielen später der Guillotine zum Opfer. Nicht für alle Frauen ist ein eigenes Bett reserviert.

### Neue Themen
Ab den 1980er Jahren nimmt die Zahl der Themen zu, die weder deutsch noch germanisch sind. Deutsche Kultur und Geschichte werden eingebettet in ein größeres Ganzes, in die griechische und babylonische Mythologie, die ägyptische Religion und jüdische Mystik (Kabbala). Der Kunstkritiker Wieland Schmied konstatierte: „Hatte die Kritik Kiefer früher ein ‚Übermaß an Teutschem‘ angekreidet, so ist es jetzt ein Übermaß an Kabbala, das sie verstört.“ Mythische Erzählungen über die Schöpfung der Welt faszinieren ihn sowohl in den jüdisch-christlichen als auch den orientalischen Kulturen. Auf ausgedehnten Reisen durch Europa, die USA und den Mittleren Osten wurde er mit Einflüssen konfrontiert, unter denen beeindruckende Kunstwerke entstanden. Neben Gemälden schuf Kiefer Aquarelle, Holzschnitte, übermalte Fotos und Bücher, außerdem Skulpturen, in denen Kiefer vielfach Blei einsetzt, „das Metall des Saturns und der Melancholie“. Bekannt sind unter anderem seine Flugzeuge und Raketen aus Blei sowie eine Bibliothek aus überdimensionalen, aus Blei gegossenen Folianten (Werktitel: 60 Millionen Erbsen).

#### Kabbala und jüdische Mystik
Kiefers Interesse an kabbalistischen Schriften geht nach seinem Bekunden auf seine erste Israel-Reise 1983 zurück. Insbesondere den instruktiven Schriften von Gershom Scholem, die die wichtigsten Deutungen der Kabbala in deutscher Sprache enthalten, verdankt Kiefer seine Kenntnisse über die jüdische Mystik. Vornehmlich die Lehren des Kabbalisten Isaak Luria über den Ursprung des Bösen und seine Exil- und Erlösungsgedanken wurden für Kiefers Werk wichtig. Die erste Ausstellung mit einem kabbalistischen Titel (Chevirat Ha-Kelim / Bruch der Gefäße) ist die Pariser Ausstellung im Hôpital de la Salpêtrière von 2000. Auch die im darauffolgenden Jahr in der Fondation Beyeler gezeigte Ausstellung trägt einen kabbalistischen Titel: Anselm Kiefer. Die sieben HimmelsPaläste 1973–2001. Im Herbst 2002 wurde in der New Yorker Gagosian Gallery ebenfalls eine Ausstellung mit kabbalistischen Titel (Merkaba) veranstaltet.
Harriet Häußler sieht im kabbalistischen Gedanken der „Darstellung des Nicht-Darstellbaren“, der für Kiefers gesamtes Œuvre gelte, eine wesentliche Erklärung seiner Beschäftigung mit der jüdischen Mystik. Im religiös motivierten Bilderverbot entdeckt sie eine Analogie zur kunsttheoretischen Konzeption der romantischen Ironie.

#### „Die Himmelspaläste“ und „Die Türme der Himmelspaläste“
Noch vor seinem Umzug von Höpflingen nach Barjac in Frankreich entstand in den späten 1980er Jahren ein Werkzyklus mit dem Titel Die Himmelspaläste. Der Begriff ist der Kabbala entnommen und bezeichnet jenes himmlische Paradies, das der Suchende als Zwischenstation auf seinem Weg zur höchsten göttlichen Vision erreicht.
Die fragilen und poetisch anmutenden 28 Skulpturen gehören zu den ersten Skulpturen, die Anselm Kiefer anfertigte. Sie befinden sich in einem der Räume der Ziegelei in Höpfingen, die dem Künstler mehrere Jahre als Atelier gedient hatte. Von den Arbeiten befinden sich 26 in Glasvitrinen, zwei sind freistehende Stabskulpturen. Ihre Größe variiert zwischen ein oder zwei Zentimeter bis zu über zwei Metern. Die Skulpturen setzten sich mit Themen auseinander, die der Kabbala, dem antiken Mythos der Argonauten, der Gnosis, der christlichen Mystik und der Alchemie entlehnt sind; die Hälfte der Arbeiten ordnet Harriet Häußler thematisch der jüdischen Mystik zu. Kabbala und Argonautenmythos verbindet das Motiv der Suche – die Suche nach der Schau des Göttlichen zum einen und die nach dem Goldenen Vlies zum anderen.
Die bereits mit diesem Zyklus sich abzeichnende Ablösung von deutscher Vergangenheitsbewältigung manifestierte sich deutlich mit seinem Umzug nach Frankreich um 1993. Nachdem er zwei oder drei Jahre nicht gemalt hatte, wie er in einem späteren Interview bekannte, wollte er sich wieder der Malerei neu aussetzen. „Keiner will immer auf demselben Gleis weiterfahren. Ich wollte kein Spezialist für den Holocaust werden.“ Seine Palette wurde lichter, seine Themen weiteten sich ins Kosmische, er nutzte neue Materialien und neue Werkzeuge wie „Baumaschinen ebenso wie Spitzhacke, Axt und Flammenwerfer“.
In Barjac errichtete er die monumentale Installation Die Türme der sieben Himmelspaläste. Die sieben bis 27 Meter hohen, windschiefen Türme sind zum Himmel hin geöffnet. Ihr Fundament sind Bücher aus Blei. Sie besagen nach Kiefer: „Das ist nicht ein Turm, das ist ein Turm der Türme. […] Das Fundament der Türme ist das Wissen von Jahrtausenden“. Auch die Zwischengeschosse werden von Bücherbleiplatten abgetrennt, die in der Mitte durchbrochen sind, darüber erheben sich jeweils Geschosswände aus Betonfertigteilen. Anlässlich der als eine Replikation geschaffenen Dauerinstallation (I sette palazzi celesti) im Mailänder „Hangar Bicocca“ bezeichnet Peter Iden sie als „in ihren Ausmaßen gewaltigste Installation, welche die zeitgenössische Kunst bislang hervorgebracht hat, um vieles gewaltiger sogar als Richard Serras an den Grenzen der Schwerkraft errichteten riesigen Stahlplatten“. Die 13 bis 16 Meter hohen Türme strahlen eine überirdische Erhabenheit und eine alles durchdringende Stimmung der Trauer und des Verfalls aus. Ihre Namen lauten: „Sternschnuppen“, „Sternenlager“, „Die Sefiroth“, „Tzim-Tzum“, „Shevirat Ha-Kelim“, „Tiqqun“ und „Die sieben Himmelspaläste“.

#### „Sternenlager“ – „Sternenfall“
Daniel Arasse konstatiert gleichfalls eine Neuorientierung Kiefers seit 1995, die sich unter anderem in der Bearbeitung kosmischer Themen zeige. Gleichwohl sei unterschwellig eine Kontinuität wirksam geblieben, die in den monumentalen Bildern der Werkgruppen Sternenlager und Sternenfall zum Ausdruck käme. Im Bild Sternen-Lager IV von 1998 (Museum Küppersmühle, Duisburg) entdeckt Arasse einen direkten Hinweis auf Auschwitz. In gelblichen Erdfarben wird ein Kellergewölbe suggeriert, an dessen Wänden Kisten aufgestapelt sind, die Aufschriften mit Ziffern (NASA-Codes für Sterne) zeigen. Zusätzlich sind Namen von Sternenbildern angebracht. Beides verweist auf den Keller als ein Lager für Sterne. Einige geöffnete Kisten scheinen tote Körper zu beinhalten. Insgesamt geht von dem Gemälde eine sogartige Wirkung aus, die den Betrachter an die Atmosphäre eines Konzentrationslagers erinnert, in dem Menschen Nummern eingebrannt bekamen und Sterne tragen mussten.
Die Werkgruppe Sternenfall, entstanden in den späten 1990er Jahren, thematisiert Entstehung und Verfall von Sternen im Universum und setzt sie mit Geburt und Tod von menschlichen Wesen in Beziehung. Ob durch Arasse informiert oder nicht, eine Gleichsetzung der nummerierten Sterne mit Juden drängt sich auch sensiblen Museumsbesuchern auf. 2007 wählte Kiefer auch für seine Ausstellung im Pariser Grand Palais den Titel Sternenfall. Mit dieser Ausstellung startete er das Kunstprojekt Monumenta des Grand Palais, wonach jährlich ein ausgewählter Künstler das Haus bespielen darf. Aber im Gegensatz zu dem titelgleichen Gemälde im texanischen Blanton Museum of Modern Art präsentierte er im Grand Palais unter diesem Titel die Skulptur eines zusammengebrochenen Turms.

#### „The Secret Life of Plants for Robert Fludd“
Ein 14-teiliger Werkzyklus von 2001/02 bezieht sich thematisch auf der vom britischen Arzt, Physiker, Astrologen und Philosophen der frühen Neuzeit, Robert Fludd (1574–1637), unterstellten Analogie von Mikro- und Makrokosmos, der zufolge jeder Pflanze auf Erden ein Stern am Himmel entspräche. Kiefer gestaltet diese Analogie, indem er das Leben auf der Erde durch eingegipste Zweige, Hemden aus Blei oder einer präparierten Gans mit dem Sternenhimmel auf Bleigrund verbindet.

#### „Next Year in Jerusalem“
Das 2010 in der Gagosian Gallery unter dem Titel Next Year in Jerusalem ausgestellte Ensemble umfasst 13 monumentale Bilder und 23 skulpturale Konstruktionen, die in gigantischen Glas- und Stahlvitrinen untergebracht sind. Die gezeigten Werke nehmen Bezug auf die Kabbala, die Bibel, die nordische Mythologie und die deutschen Kriegszerstörungen. Für die Kunstkritikerin der New York Times. Roberta Smith, demonstrieren sie den unvermeidlichen Fortschritt in der anmaßenden Wagnerschen Tradition des Gesamtkunstwerks. Auch andere einflussreiche amerikanische Kunstkritiker zeigten sich beeindruckt und zugleich überwältigt von der materialen Präsenz der ausgestellten Kunstwerke.

#### Varia
Ende Oktober 2007 enthüllte Kiefer im Pariser Louvre ein von ihm erstelltes Auftragswerk. Das 14 × 4 Meter große Gemälde zeigt ihn selbst als einen auf dem Boden liegenden nackten Mann, der – laut Kiefer – mit dem Universum verbunden sei. Dies war das erste Auftragswerk des Museums seit dem Jahr 1953. 2008 wurden Werke Kiefers aus der Sammlung Großhaus im Kreuzstall von Schloss Gottorf ausgestellt, insbesondere sein Buch „for Robert Fludd – the secret life of plants“, mit 18 bleiernen Doppelseiten, mit Acryl auf Fotografie in Mischtechnik gestaltet. Das Museum Frieder Burda zeigte 2011 in Baden-Baden zwei Dutzend großformatige Arbeiten aus der Sammlung Grothe.
Aufmerksamkeit und Kritik in den Medien erregte er, als er die Bilder von Jean Genet mit den Medien-Bildern vom Terroranschlag vom 11. September 2001 verglich, und sie als „das perfekteste Bild […], das wir seit den Schritten des ersten Mannes auf dem Mond gesehen haben“, bezeichnete, da sie alle Parameter der Kunst erfüllen würden.

### Geplantes Anselm-Kiefer-Museum
Der Duisburger Bauunternehmer und Kunstmäzen Hans Grothe, der die größte Privatsammlung des Werkes von Kiefer besitzt, darunter Schlüsselwerke aus drei Jahrzehnten, äußerte vor Jahren die Absicht, in einem noch zu errichtenden Anselm-Kiefer-Museum nahe dem Berliner Kurfürstendamm 30 bis 50 Werke des Künstlers zu präsentieren. In diesem Zusammenhang gewann er 2012 die Bundeskunsthalle für eine Ausstellung seiner Sammlung. Im Juli 2014 schloss Grothe mit der Kunsthalle Mannheim einen differenzierten Leihvertrag über 38 Hauptwerke ab. Demnach sollten sie in wechselnden Präsentationen ab 2017 in einem geplanten Kunsthallen-Neubau in einem eigenen Galeriekubus auf 240 Quadratmetern Fläche gezeigt werden. Im März 2021, pandemiebedingt etwas verspätet, wurde die erste Ausstellung eröffnet.

## Rezeption
Dem Kunstkritiker Jürgen Hohmeyer zufolge bekam „kein zweiter zeitgenössischer Künstler […] solche Wechselbäder von Totalverdikt und Anhimmelung zu spüren“ wie Kiefer.
Noch Anfang der 1980er Jahre stand ein beträchtlicher Teil der deutschen Kunstkritik Kiefer „überaus ablehnend, ja abschätzig“ gegenüber; seine „scheinbar affirmative Einfühlung in faschistische Gesten und Symbole“ machte ihn ausgesprochen unbeliebt. Kiefers mehrdeutiger Umgang mit der deutschen Vergangenheit ließ die Kritiker die „ironischen, provozierenden, subversiven Aspekte seiner Arbeiten“ übersehen. Werner Spies kreidete ihm 1980 in der Frankfurter Allgemeinen Zeitung eine „Überdosis an Teutschem“ an. Petra Kipphoff rügte in der ZEIT sein „Spiel mit dem Irrationalismus und der Brutalität“.
Eine wissenschaftliche Auseinandersetzung mit Kiefer setzte erst in der zweiten Hälfte der 1980er Jahre ein. Beigetragen hat dazu die zunehmende Anerkennung seines Werkes im Ausland. Die für die Düsseldorfer Kunsthalle ausgerichtete Retrospektive von 1984 wanderte im gleichen Jahr nach Paris und Israel. Sie fand in der israelischen Öffentlichkeit eine vielstimmige positive Resonanz. Aber erst mit der Wanderausstellung 1987–1989 in den USA und den emphatischen Rezensionen aus Übersee, die laut Spiegel-Kommentar „in sensationellem Mißverhältnis zu den Vorbehalten daheim“ standen, fand sein Werk auch in Deutschland die gebührende Anerkennung. Der einflussreiche angelsächsische Kunstkritiker Robert Hughes nannte ihn den „besten Maler seiner Generation beiderseits des Atlantik“. Selbst noch dann verdächtigte Werner Spies das amerikanisch-jüdische Publikum einer „nicht zugegebenen masochistischen Anziehung durch das Gefährliche und durch die in den Bildern so konkret vorgeführte Schönheit des Düsteren und Verbrannten“. Nachdem Kiefer im Sommer 1990 mit der Verleihung des renommierten Wolf-Preises die politische Korrektheit seiner Kunst durch die Nachkommen der Opfer, vertreten durch die Jerusalemer Knesset, bestätigt worden war, verstummten derartige Vorwürfe. Keine zwanzig Jahre später (2008) hielt einer seiner ehemals schärfsten Kritiker, Werner Spies, die Laudatio bei der Verleihung des Friedenspreises des Deutschen Buchhandels an Kiefer. Aus Anlass der Kiefer gewidmeten Retrospektive im Pariser Centre Pompidou 2015–2016 ist freilich dessen besonders in Frankreich geschätzte Form „künstlerischer Trauerarbeit“ wieder kritisch befragt worden.
Mit zahlreichen Preisen und Ehrungen ausgezeichnet, zählt Kiefer heute zu den weltweit bedeutendsten Künstlern der Gegenwart. Auf dem Kunstkompass der 100 weltweit gefragtesten Gegenwartskünstler befindet er sich seit Jahren unter den ersten zehn; 2015 nahm er Rang 6 ein. Anlässlich der Verleihung des Deutschen Nationalpreises an Anselm Kiefer würdigte Florian Illies die besondere Kraft seiner Erneuerung der Historienmalerei: „Sie weiß, dass das Große nicht groß bleibt und klein nicht das Kleine, sie verschleift die Zeiten wie die Disziplinen und lässt die Brennspuren der Worte Paul Celans und Richard Wagners genauso schillernd auf unseren Netzhäuten aufleuchten wie die Nachbilder der Mythen. Kiefer ist ein Seher im antikischen Sinne. Ein Maler, der in die Vergangenheit schaut, in die Gegenwart und gleichzeitig in die Zukunft.“

## Preise und Auszeichnungen
- 1983: Hans-Thoma-Preis, Staatspreis des Landes Baden-Württemberg
- 1985: Carnegie Prize, Carnegie Museum of Art, Pittsburgh, Pennsylvania
- 1990: Wolf-Preis für Kunst, Jerusalem
- 1990: Goslarer Kaiserring
- 1990: Ausländisches Ehrenmitglied der American Academy of Arts and Letters[125]
- 1990: Chevalier de l’Ordre des Arts et des Lettres, Ministère de la Culture et de la Communication, Paris
- 1996: Ehrenmitglied der Royal Academy of Arts
- 1999: Praemium Imperiale, Tokio
- 2002: Officier de l’Ordre des Arts et des Lettres, Ministère de la Culture et de la Communication, Paris
- 2004: Ausländisches Ehrenmitglied der American Academy of Arts and Sciences
- 2005: Verdienstkreuz 1. Klasse
- 2005: Österreichisches Ehrenzeichen für Wissenschaft und Kunst
- 2008: Friedenspreis des Deutschen Buchhandels[126]
- 2008: Adenauer-de-Gaulle-Preis, Paris
- 2011: Commandeur de l’Ordre des Arts et des Lettres, Ministère de la Culture et de la Communication, Paris
- 2011: Berliner Bär (B.Z.-Kulturpreis)
- 2011: Leo-Baeck-Medaille 2012[127]
- 2014: Ehrendoktorat in Philosophie der Universität Turin
- 2015: Ehrendoktorat der Universität St. Andrews, Schottland
- 2015: Ehrendoktorat für allgemeine Verdienste der Universität Antwerpen
- 2017: Ehrendoktorat der Albert-Ludwigs-Universität Freiburg[128]
- 2017: J. Paul Getty Medal (gemeinsam mit Mario Vargas Llosa), J. Paul Getty Trust, Los Angeles
- 2019: Preis für Verständigung und Toleranz, Jüdisches Museum Berlin[129]
- 2020: Ehrendoktorat in Kommunikation und Didaktik der Kunst, Accademia di Belle Arti di Brera, Mailand[130]
- 2022: Großer Deutsch-Französischer Medienpreis
- 2023: Großes Verdienstkreuz mit Stern des Verdienstordens der Bundesrepublik Deutschland[131]
- 2023: Deutscher Nationalpreis
- 2023: Ehrenbürgerwürde der Stadt Rastatt[4]
- 2023: Antonio-Feltrinelli-Preis

## Einzel- und Gruppenausstellungen (Auswahl)
- 1970: Anselm Kiefer, Bilder und Bücher, Galerie am Kaiserplatz, Karlsruhe, (3. – 27. Februar)
- 1973: 14 mal 14, Staatliche Kunsthalle, Baden-Baden (16. März – 22. April)
- 1973: Anselm Kiefer, Notung. Galerie Michael Werner, Köln: April/Mai 1973
- 1973: Anselm Kiefer, Der Nibelungen Leid. Galerie im Goethe-Institut, Amsterdam, (24. September – 23. Oktober)
- 1974: Anselm Kiefer, Heliogabal. Galerie t’Venster, Rotterdam, in Kooperation mit: Rotterdamse Kunststichting und Goethe-Institut (26. Oktober – 21. November)
- 1974: Anselm Kiefer, Malerei der verbrannten Erde. Galerie Michael Werner, Köln (1. – 29. April)
- 1975: Anselm Kiefer, Unternehmen Seelöwe. Galerie Michael Werner, Köln
- 1976: Anselm Kiefer, Siegfried vergisst Brünhilde. Galerie Michael Werner, Köln (15. März – 15. April)
- 1977: Anselm Kiefer, Bonner Kunstverein, Bonn (17. März – 24. April)
- 1977: Documenta 6, Museum Fridericianum, Kassel, (24. Juni – 2. Oktober)
- 1977: Anselm Kiefer, Ritt an die Weichsel. Galerie Michael Werner, Köln (25. Oktober – 19. November)
- 1978: Wege der Weltweisheit – Hermannsschlacht. Galerie Maier-Hahn, Düsseldorf (12. Mai – 16. Juni)
- 1978: Bilder und Bücher. Kunsthalle Bern, Bern (7. Oktober – 19. November)
- 1979: Anselm Kiefer. Bücher, Galerie Helen van der Meij, Amsterdam, (7. März – 3. April)
- 1979: Anselm Kiefer, schilderijen en aquarellen. Stedelijk Van Abbemuseum, Eindhoven, Niederlande (11. September – 10. Dezember)
- 1980: Anselm Kiefer, Bilder und Bücher Mannheimer Kunstverein, Mannheim (4. Mai – 1. Juni)
- 1980: Anselm Kiefer, Verbrennen, verholzen, versenken, versanden. Deutscher Pavillon auf der 39. Biennale von Venedig, Venedig (1. Juni – 28. September)
- 1980: Anselm Kiefer. Württembergischer Kunstverein, Stuttgart (18. September – 26. Oktober)
- 1980: Bilder und Zeichnungen. Galerie und Edition Six Friedrich / Galerie Sabine Knust, München (25. September – 8. November)
- 1980: Anselm Kiefer. Galerie Helen van der Meij, Amsterdam (25. November – 23. Dezember)
- 1980: Bilder, Holzschnitte und Bücher (Schilderijen, Houtsneden en Boeken). Groninger Museum, Groningen (28. November 1980 – 11. Januar 1981)
- 1981: A New Spirit in Painting. Royal Academy of Arts, London (15. Januar – 18. März)
- 1981: Art Allemagne aujourd’hui, ARC/Musée d’art moderne de la Ville de Paris, Paris (17. Januar – 8. März)
- 1981: Anselm Kiefer, Urd, Werdandi, Skuld. Galerie Paul Maenz, Köln (9. Januar – 7. Februar)
- 1981: Anselm Kiefer. Marian Goodman Gallery, New York (21. März – 11. April)
- 1981: Anselm Kiefer. Bücher, Galerie Six Friedrich + Sabine Knust, Munich, (14. Mai – 27. Juni)
- 1981: Anselm Kiefer. Aquarelle 1970–1980. Kunstverein Freiburg, Freiburg (18. September – 18. Oktober)
- 1981: Anselm Kiefer. Margarete-Sulamith, Museum Folkwang, Essen (30. Oktober – 6. Dezember)
- 1982: Anselm Kiefer. Paintings and Books, Whitechapel Art Gallery, London (3. März – 2. Mai)
- 1982: Anselm Kiefer, Marian Goodman Gallery, New York (13. April – 7. Mai)
- 1982: Anselm Kiefer, Galerie Paul Maenz, Köln (4. Juni – 17. Juli)
- 1982: Documenta 7, Museum Fridericianum, Kassel (Einzelraum) (19. Juni – 28. September)
- 1982: Anselm Kiefer, Galerie Helen van der Meij, Amsterdam (5. – 30. Oktober)
- 1983: Anselm Kiefer, Henie-Onstad Kunstsenter, Høvikodden, Oslo (19. Mai – 19. Juni)
- 1983: Anselm Kiefer. Paintings and Watercolours, Anthony d’Offay Gallery, London (25. Mai – 9. Juli)
- 1983: Anselm Kiefer. Bücher und Gouachen, Hans-Thoma-Museum, Bernau (anlässlich der Verleihung des Hans-Thoma-Preises) (18. September – 1. November)
- 1984: Anselm Kiefer, Galerie Paul Maenz, Köln (14. Januar – 11. Februar)
- 1984: Anselm Kiefer, Kunsthalle Düsseldorf (24. März – 5. Mai) (1. Station)
- 1984: The Fifth Biennale of Sydney: Private Symbol, Social Metaphor, Art Gallery of New South Wales, Sidney, Australien (11. April – 17. Juni)
- 1984: Anselm Kiefer, Musée d’art moderne de la Ville de Paris, Paris (11. Mai – 21. Juni) (2. Station)
- 1984: Anselm Kiefer. Peintures 1983–1984, CAPC Musée d’Art Contemporain de Bordeaux, Bordeaux (19. Mai – 9. September)
- 1984: Anselm Kiefer, The Israel Museum, Jerusalem (31. Juli – 30. September) (3. Station)
- 1985: Anselm Kiefer. Auszug aus Ägypten / Departure of Egypt, Marian Goodman Gallery, New York (12. April – 11. Mai)
- 1985: 1945-1985: Kunst aus der Bundesrepublik Deutschland, Nationalgalerie Berlin (27. September 1985 – 21. Januar 1986)
- 1986: Anselm Kiefer, Galerie Paul Maenz, Köln (11. März – 19. April)
- 1986: Bilder / Schilderijen 1986–>1980. Stedelijk Museum, Amsterdam (20. Dezember 1986 – 8. Februar 1987)
- 1987: Bruch und Einung. Marian Goodman Gallery, New York
- 1987: XIX. Biennale von São Paulo
- 1987–1989: Ausstellungen in The Art Institute of Chicago (5. Dezember 1987 – 31. Januar 1988), Philadelphia Museum of Art (6. März – 1. Mai 1988), Museum of Contemporary Art, Los Angeles (14. Juni – 11. September 1988) und im Museum of Modern Art, New York (17. Oktober 1988 – 3. Januar 1989)
- 1988: Erotik im Fernen Osten – A Book by Anselm Kiefer. Museum of Fine Arts, Boston, Massachusetts
- 1989: Zweistromland – The High Priestess. Anthony d’Offay Gallery, London
- 1989: Mohn und Gedächtnis. Galeria Foksal, Warschau
- 1989: Der Engel der Geschichte. Galerie Paul Maenz, Köln
- 1990: Jason. Douglas Hyde Gallery, Dublin
- 1990: Lilith. Marian Goodman Gallery, New York
- 1990–1991: Anselm Kiefer: Bücher 1969–1990. Kunsthalle Tübingen: 29. September – 18. November 1990; Kunstverein München: 11. Januar – 17. Februar 1991; Kunsthaus Zürich: 1. März – 7. April 1991
- 1991: Anselm Kiefer. Neue Nationalgalerie Berlin: 10. März – 20. Mai 1991
- 1992: Frauen der Revolution. Gallery d’Offay, London
- 1993: Melancholia. Wanderausstellung in Japan: Sezon Museum of Art, Tokyo: 3. Juni – 19. Juli 1993; The National Museum of Modern Art, Kyoto: 3. August – 5. September 1993; Hiroshima City Museum of Contemporary Art: 18. September – 24. Oktober 1993
- 1993: 20 Years of Solitude / Zwanzig Jahre Einsamkeit. Marian Goodman Gallery, New York
- 1996: Cette obscure clarté qui tombe des étoiles. Galerie Yvonne Lambert, Paris
- 1996: Astrup Fearnley Museet for Moderne Kunst, Oslo
- 1997: Himmel – Erde. Museo Correr, Venedig: 15. Juni – 9. November 1997
- 1998: Your age and mine and the age of the world. / Dein und mein Alter und das Alter der Welt. Gagosian Gallery, New York: 24. Januar – 28. Februar 1998
- 1998–1999: Works on Paper 1969–1993. Metropolitan Museum of Art, New York: 15. Dezember 1998 – 21. März 1999
- 1999: Die Frauen der Antike. / Les femmes de l’antiquité. Galerie Yvon Lambert, Paris: 6. November – 23. Dezember 1999
- 2000: Chevirat Ha-Kelim. / Bruch der Gefäße. Hôpital de la Salpêtrière, Chapelle, Paris
- 2000: Recente werken, 1996–1999. Stedelijk Museum voor Actuele Kunst, Gent
- 2001–2002: Anselm Kiefer: Die sieben HimmelsPaläste 1973–2001. Fondation Beyeler, Riehen b. Basel: 28. Oktober 2001 – 17. Februar 2002
- 2002: La vie secrète des plantes. Galerie Yvon Lambert, Paris: Oktober/November 2002.
- 2003: Am Anfang. Galerie Thaddaeus Ropac, Salzburg: 25. Juli – 13. September 2003
- 2004: I sette palazzi celesti. Permanente Installation von 7 Türmen, Hangar Bicocca, Mailand
- 2004–2005: Lasst tausend Blumen blühen. Kunsthalle Würth, Schwäbisch Hall: 15. Oktober 2004 – 1. Mai 2005
- 2005: Anselm Kiefer für Paul Celan. Galerie Thaddaeus Ropac, Salzburg
- 2005: Die Frauen. Académie de France à Rome, Villa Medici, Rom: 27. Januar – 20. März 2005
- 2006: Heaven and Earth. Musée d’Art Contemporain de Montréal; Hirshhorn Museum and Sculpture Garden, Washington D.C.; San Francisco Museum of Modern Art, San Francisco, California
- 2006: Anselm Kiefer, Velimir Chlebnikov. Aldrich Museum of Contemporary Art, Ridgefield, Connecticut
- 2006: Für Paul Celan. Galerie Yvon Lambert, Paris: 21. Oktober – 2. Dezember 2006
- 2007: Anselm Kiefer. Guggenheim Museum, Bilbao: 28. März – 9. September 2007
- 2007: Anselm Kiefer. Sternenfall / Chute d’étoiles. Monumenta, Grand Palais, Paris 30. Mai – 8. Juli
- 2007: Aperiatur Terra. White Cube, London: 26. Januar – 17. März 2007; Art Gallery of New South Wales, Sydney: 19. Mai – 29. Juli
- 2007–2008: Anselm Kiefer. Museum der Moderne Mönchsberg, Salzburg[132] (1. Dezember 2007 – 17. August 2008)
- 2007: Sculpture and Paintings from the Hall Collection. Massachusetts Museum of Contemporary Art, North Adams, Massachusetts
- 2007–2008: Wege der Weltweisheit / Die Frauen der Revolution. Arp Museum Bahnhof Rolandseck, Remagen: 29. September 2007 – 28. September 2008
- 2008: Heroische Sinnbilder. Galerie Céline und Heiner Bastian, Berlin: 2. Mai – 13. September 2008
- 2008: Maria durch ein Dornwald ging. Galerie Thaddaeus Ropac, Salzburg: 24. Juli – 27. August 2008
- 2008–2009: Anselm Kiefer. Aus der Sammlung Großhaus. Schloss Gottorf, Schleswig
- 2009: Anselm Kiefer. Werke der Sammlung Grothe. Es Baluard, Palma de Mallorca
- 2009: Karfunkelfee and The Fertile Crescent. White Cube, London: 16. Oktober – 14. November 2009[133]
- 2010: Next year in Jerusalem. Gagosian Gallery, New York: 8. November – 18. Dezember 2010
- 2010–2011: Louisiana Museum of Modern Art, Humlebæk: 10. September 2010 – 9. Januar 2011
- 2010–2011: Europa. Villa Schöningen, Potsdam: Oktober 2010 – Januar 2011
- 2011: Il sale della terra / Salt on Earth. Fondazione Emilio e Annabianca Vedova, Venedig: 1. Juni – 30. November 2011
- 2011: Anselm Kiefer dans la Collection Würth. Museé Würth France, Erstein, Bas Rhin, Elsass: 28. Januar – 25. September 2011
- 2011: Anselm Kiefer. Alkahest. Galerie Thaddaeus Ropac, Salzburg: 28. Juli – 24. September 2011[134]
- 2011: Anselm Kiefer. Ausgewählte Arbeiten aus der Sammlung Grothe. Museum Frieder Burda, Baden-Baden: 7. Oktober 2011 – 5. Februar 2012
- 2011: Anselm Kiefer. Schevirat ha-Kelim (Breaking of the Vessels). Tel Aviv Museum of Art, seit dem 2. November 2011[135]
- 2012: Anselm Kiefer. Werke aus der Sammlung Essl. 3. Februar – 29. Mai 2012[136]
- 2012: Anselm Kiefer. Am Anfang. Werke aus dem Privatbesitz Hans Grothe. Kunst- und Ausstellungshalle der Bundesrepublik Deutschland, Bonn: 20. Juni – 16. September 2012
- 2012: Joseph Beuys – Anselm Kiefer. Zeichnungen, Gouachen, Bücher. Museum Küppersmühle für Moderne Kunst, Duisburg: 29. Juni – 30. September 2012[137]
- 2013: Anselm Kiefer – Der Rhein. Galerie Bastian, Berlin: 13. April – 14. September 2013.
- 2013: Morgenthau Plan. Gagosian Gallery, New York: 3. Mai – 8. Juni 2013
- 2014: Johannis-Nacht. Permanente Installation im wiedereröffneten Mönchehaus Museum Goslar
- 2014: Anselm Kiefer. Royal Academy of Arts, London: 27. September – 14. Dezember 2014[138]
- 2015–2016: L’Alchimie du livre. Bibliothèque nationale de France, Paris: 20. Oktober 2015 bis 7. Februar 2016
- 2015–2016: Anselm Kiefer. Centre Pompidou, Paris: 16. Dezember 2015 bis 18. April 2016.
- 2016: Anselm Kiefer. Die Holzschnitte. Albertina, Wien: 18. März bis 19. Juni 2016.[139]
- 2020–2021: Opus Magnum: Franz Marc Museum, Kochel: 12. Juli 2020 bis 6. Juni 2021
- 2020–2021: Anselm Kiefer, Werke aus der Sammlung Hans Grothe, Kunsthalle Mannheim, 1. Dezember 2020 bis 6. Juni 2021
- 2021/22: Anselm Kiefer. Pour Paul Celan, im Grand Palais Éphémère, Paris: 16. Dezember 2021 bis 11. Januar 2022
- 2022: Questi scritti, quando veranno bruciati, daranno finalmente un po’ di luce. im Dogenpalast, Venedig
- 2022–2023: Anselm Kiefer, Early Works, im Schloss Derneburg, vom 18. März 2022 bis 3. September 2023.[140]
- 2023–2024: Anselm Kiefer. Museum Voorlinden, Wassenaar: 14. Oktober 2023 bis 25. Februar 2024
- 2023–2025: „… das bisher größte Erlebnis“ Anselm Kiefers Studienreisen 1963 und 1966, Museum Würth 2, Künzelsau: 23. September 2023 bis Frühjahr 2025[141]
- 2025: Anselm Kiefer. Sag mir wo die Blumen sind, Van Gogh Museum und Stedelijk Museum, Amsterdam: 7. März bis 9. Juni 2025

## Werke (Auswahl)
- 1970: Winterlandschaft. Aquarell auf Papier, 42,9 × 35,6 cm, The Metropolitan Museum of Art, New York (Abb.)
- 1973: Vater, Sohn, Heiliger Geist. Öl und Kohle auf Rupfen, 290 × 281 cm, Staatsgalerie Stuttgart
- 1973: Notung (Nothung). Kohle, Ölfarbe, Kohlezeichnung auf Karton (Schwert) eincollagiert auf Rupfen, 300 × 432, Museum Boijmans Van Beuningen, Rotterdam (Abb.)
- 1973: Parzifal II. Ölfarbe auf Raufasertapete, auf Nessel, 300 × 533 cm, Kunsthaus Zürich
- 1973: Parzifal III/I/IV. Triptychon, Öl auf Papier und Leinwand, 324 × 219 cm, Tate Gallery London
- 1973: Deutschlands Geisteshelden. Öl und Kohle auf Rupfen, 307 × 682 cm, Sammlung Barbara und Eugene Schwartz, New York (Abb.)
- 1974: Märkische Heide. Öl, Acryl und Schellack auf Rupfen, 118 × 254 cm, Stedelijk Van Abbemuseum, Eindhoven
- 1974: Maikäfer flieg. Öl auf Rupfen, 220 × 300 cm. Inschrift: Maikäfer flieg der Vater ist im Krieg, die Mutter ist in Pommerland. Pommerland ist abgebrannt. Sammlung Marx, seit 1996 im Hamburger Bahnhof (Berlin)
- 1975: Siegfried vergißt Brünhilde. Öl auf Leinwand, 646 × 566 cm
- 1977: Bilderstreit. Öl auf Leinwand, 209 × 307 cm, Museum Folkwang, Essen[142] (Abb.)
- 1978: Wege der Weltweisheit: Die Hermannsschlacht. Städel Museum, Frankfurt am Main ((Abb.) (Memento vom 2. Januar 2014 im Internet Archive))
- 1980: Wege: markischer Sand. Öl, Emulsion, Schellack, Sand, Fotografie auf Leinen, 284,5 × 440,7 cm, Saatchi Collection London
- 1980: Wege: märkischer Sand. Acryl und Sand auf Fotografie auf Jute, 255 × 360 cm, Fondation Beyeler
- 1980: Wege der Weltweisheit: Die Hermanns-Schlacht. Sammlung Marx
- 1980: Bilderstreit. Öl, Emulsion, Schellack, Sand, Holzschnitt, Fotografie auf Dokumentenpaper auf Leinwand, 290 × 400 cm, Museum Boijmans Van Beuningen, Rotterdam (Abb.)
- 1980–1985: Midgard. Öl und Acryl auf Leinwand, 361 × 604 cm, The Carnegie Museum of Art, Pittsburgh, Pennsylvania
- 1981: Die Meistersinger. Öl, Acryl und Stroh auf Leinwand, 185 × 330 cm (Abb.)
- 1981: Ikarus – märkischer Sand. Öl, Emulsion, Schellack, Sand und Fotografie auf Leinwand, 290 × 360 cm, Saatchi Collection, London
- 1981: Innenraum. Stedelijk Museum, Amsterdam
- 1981: Dein goldenes Haar, Margarete. Öl, Emulsion, Stroh auf Leinwand, 130 × 170 cm, Collection Sanders, Amsterdam
- 1981: Dein aschenes Haar, Sulamith. Öl auf Leinwand, 130 × 170 cm
- 1981/85: Gilgamesch. Geschmolzenes Blei, Acryl und Schellack auf Fotocollage, 111 × 57,5 cm, Privatsammlung, Berlin
- 1981–1996: Die große Fracht. 300 × 840 × 50 cm, Öl, Emulsion, Sonnenblumen und Blei auf Leinwand, Sammlung Grothe
- 1982: Wölundlied (mit Flügel). Emulsion und Stroh auf Fotografie mit Blei auf Leinwand montiert, 280 × 380 cm, Saatchi Collection, London
- 1982: Der Rhein. Holzschnitt, 700 × 591 cm, Saatchi Collection, London
- 1982: Märkischer Sand. Ölfarbe, Sand auf Leinwand, Stedelijk Museum, Amsterdam
- 1983: The Supreme Being. Musée National d’Art Moderne, Paris
- 1983: Des Malers Atelier, Öl, Stroh, Emulsion und Schellack auf Leinwand, 281 × 281 cm, Museum der Basil & Elise Goulandris Foundation, Athen[143].
- 1983: Sulamith. Öl, Emulsion, Holzschnitt, Schellack, Acryl und Stroh auf Leinwand, 290 × 370 cm, Privatsammlung (Abb.)
- 1983–1984: Seraphim. Öl, Stroh, Emulsion und Schellack auf Leinwand 320,7 × 330,8 cm, Solomon R. Guggenheim Museum, New York
- ca. 1984: Die Frauen der Revolution. Installation mit 13 Bleibetten, zwischen 140 × 70 und 200 × 110 cm, Privatsammlung
- 1984: Departure from Egypt (Auszug aus Ägypten). Öl, Stroh, Schellack und Blei auf Leinwand, 149 1/2 × 221 in, Museum of Contemporary Art, Los Angeles (Abb.)
- 1984–1985: Die Ordnung der Engel. Emulsion, Öl, Schellack, Acryl auf Leinwand, Stahldraht, übermalte Postkarten, Bleiobjekte, 330 × 535 cm, Fundació Caixa de Pensions, Barcelona
- 1985–1987: Die Milchstrasse. Emulsion, Öl, Acryl, Schellack auf Leinwand, Draht und Blei, Albright-Knox Art Gallery, Buffalo, USA
- 1985–1987: Osiris und Isis. Emulsion, Öl, Acryl, 381 × 560 × 16,51 cm, San Francisco Museum of Modern Art
- 1985–1989: The High Priestess/Zweistromland. Bodenskulptur, Annähernd 200 Bücher aus Blei in zwei Stahlregalen, Kupferdraht, Glas, 370 × 780 × 50 cm, Astrup Fearnley Museum of Modern Art, Oslo (Abb.)
- 1986: Jerusalem. Emulsion, Acryl, Schellack, Goldfolien, zwei stählerne Skis, Blei, 380 × 560 cm
- 1986: Die Frauen der Revolution. Kreide, Blei auf Holzplanken, mit Maiglöckchen und Rosen hinter Glas mit Bleirahmen, Setzholz (übermalt), 280 × 198 cm
- 1987–1990: Lilith. Öl, Emulsion, Schellack, Blei, Asche, Mohn, Haar und Ton auf Leinwand, 380 × 560 cm, Sammlung Grothe
- 1988–1990: Wege der Weltweisheit: die Hermanns-Schlacht. Holzschnitt und Acryl auf Papier, 400 × 580 cm, Louisiana Museum of Modern Art, Humlebæk, Dänemark
- 1988–1991: Himmelspaläste. Werkzyklus von 28 Skulpturen, 26 in Vitrinen, 2 freistehend.
- 1989: Mohn und Gedächtnis. Bodenskulptur; Flugzeug aus Blei mit Bleibüchern und getrockneten Mohnblumen auf den Flügeln. Blei, Glas, Mohn, Eisen. Höhe: 230 cm, Breite: 650 cm, Tiefe: 630 cm. Hamburger Bahnhof (Berlin), Sammlung Marx[144]
- 1989: Berenice. Bodenskulptur, Blei, Glas, Fotografien and Haar, 120 × 390 × 320 cm, Guggenheim-Museum Bilbao
- 1990: Shebirat Ha Kelim. Blei, Glas, Kleid, Asche und Frauenhaar auf Holz, 380 × 250 × 35 cm, Sammlung Grothe
- 1990: Johannis-Nacht. Installation, Mönchehaus Museum Goslar
- 1990: Die Argonauten. Acryl, Asche, Blei, Drahtbügel, Glas, Kreide, Kunststoff-Figuren, Lehm, Öl, Porzellan, Schlangenhaut, Stroh, Textilien und Zähne auf Leinwand, 280 × 500 cm, Städel Museum, Frankfurt am Main (Abb.)
- 1991: Tannhäuser. Bodenskulptur, Bleibücher und Zweige, Sammlung Würth (Abb.)
- 1991: 60 Millionen Erbsen (Volkszählung). Bodenskulptur, 500 Bleibücher mit Erbsen in Stahlregalen; Höhe: 415 cm, Breite: 570 cm, Tiefe: 800 cm; Hamburger Bahnhof (Berlin), Sammlung Marx[145]
- 1992: Öko-Nischen. (Museum Ludwig, Köln)
- 1994: Schlacht über England. Öl, Emulsion und Blei auf Leinwand, 190 × 280 cm, Sammlung Grothe
- 1995 Les Reines de France. Emulsion, Acryl, Sonnenblumensamen, Fotografien, Holzschnitt, Blattgold und Karton auf Leinwand, 3 Panels, 560,1 × 737,9 cm, Solomon R. Guggenheim Museum, New York (Abb.)
- 1995: The Land of the Two Rivers (Zweistromland). Emulsion, Acryl, Blei, Salz, 416 × 710 cm, Guggenheim Museum, Bilbao (Abb.) (Memento vom 29. April 2011 im Internet Archive)
- 1995: Böhmen liegt am Meer. Öl, Blei, harzüberzogene Farne und Mischtechnik auf Leinwand, 190 × 559 cm, Sammlung Frieder Burda
- 1996: Böhmen liegt am Meer. 191,1 × 561,3 cm, Metropolitan Museum of Art, New York (Abb.)
- 1997: Nur mit Wind, mit Zeit und mit Klang. Sand, Acryl und Emulsion auf Leinwand, 470 × 940 cm, Empfangsraum des Reichstagsgebäudes, Berlin
- 1998: Sternenlager II, Sternenlager III, Sternenlager IV. Museum Küppersmühle
- 2001–2002: La vie secrète des plantes. Musée National d’Art Moderne, Paris
- 2002: Voyage au bout de la nuit. Öl, Emulsion, Mischtechnik und Blei auf Leinwand, 385 × 560 cm, Sammlung Grothe
- 2002: Le dormeur du val. (d’après le sonnet d’Arthur Rimbaud), Öl
- 2003: Bühnenbild und Kostüme für Ödipus in Kolonos von Sophokles am Wiener Burgtheater (Regie Klaus Michael Grüber)
- 2003: Bühnenbild und Kostüme für Elektra von Richard Strauss am Teatro San Carlo in Neapel (Regie Grüber)
- 2004–2008: Die Freimaurer – Logenbild.
- 2006: Merkaba. Öl und Emulsion auf Leinwand, 190 × 280 cm, Sammlung Grothe
- 2006: Für Paul Celan: Aschenblume. 330 × 760 × 40 cm
- 2007: Jakobsleiter. Öl, Emulsion, Acryl, Schellack, Dornen, Gips, harzüberzogene Farne und Ton auf Leinwand unter Glas, 285 × 140 cm, Sammlung Grothe
- 2007: Palmsonntag. Installation. Sammlung Grothe
- 2007: Athanor. Louvre, Paris; im Treppenhaus der Architekten Percier und Fontaine am nördlichen Ende der Colonnade Perrault
- 2007: Die Ordnung der Engel. Öl, Emulsion, Acryl, Schellack, harzbeschichteter Farn, Asche, Kleider, Blei, Lehm auf Karton auf Holz unter Glas, 286 × 141 cm
- 2008: Jakobs Traum. Öl, Emulsion, harzbeschichteter Farn, Asche, Kleider, Lehm auf Karton auf Holz unter Glas, 191 × 141 cm
- 2009: Der fruchtbare Halbmond. Öl und Emulsion auf Leinwand, 460 × 760 cm, Sammlung Grothe
- 2009: Aus dunklen Fichten flog ins Blau der Aar. Blei, Fotografie, Dornzweige, Acryl, Asche, Schellack auf Leinwand, dreiteilig in Stahl- und Glasrahmen, 332 × 576 × 32 cm, Sammlung Würth
- 2010: La Berceuse (for Van Gogh). Installation mit 3 Glasvitrinen
- 2011: purificatio dissolutio coagulato. 2,8 × 3,8 m, Galerie Thaddaeus Ropac, Salzburg, Ausstellungshalle
- 2011: Essence. Öl, Emulsion, Acryl, Schellack, Waage mit Salz und Farbresten auf Leinwand, 280 × 570 cm, Sammlung Grothe
- 2011: Nur mit Wind mit Zeit und mit Klang. Öl, Emulsion, Acryl, Schellack und Blei auf Leinwand, 380 × 560 × 30 cm, Sammlung Essl
- 2012: Morgenthau-Plan. Acryl, Emulsion, Öl, Schellack auf Fotografie, befestigt auf Leinwand, 380 × 380 cm (Abb.)
- 2020: Installation für Maurice Genevoix. Sechs Vitrinen im Pantheon, Paris.
- 2021/22: Pour Paul Celan. Grand Palais Éphémère, Paris.

## Publikationen
- Hoffmann von Fallersleben auf Helgoland. Groninger Museum, Groningen 1980.
- Erotik im Fernen Osten oder: Transition from cool to warm. Klett-Cotta, Stuttgart 1988.
- Zweistromland. Mit einem Essay von Armin Zweite. In Zusammenarbeit mit der Anthony d’Offay Gallery London. DuMont, Köln 1989, ISBN 3-7701-2319-0.
- Melancholia. Edited by Mark Rosenthal. Sezon Museum of Art, Tokyo 1993.
- 20 Jahre Einsamkeit. Regard, Paris 1998, ISBN 2-84105-100-5.
- Dein und Mein Alter und das Alter der Welt. Hrsg. von Heiner Bastian. Schirmer/Mosel, München 1998, ISBN 3-88814-691-7.
- Anselm Kiefer, die sieben HimmelsPaläste 1973–2001. Mit einem Essay von Christoph Ransmayr und Beiträgen von Markus Brüderlin, Mark Rosenthal, Katharina Schmidt. Katalog zur Ausstellung in der Fondation Beyeler. Hatje Cantz, Ostfildern 2001, ISBN 3-7757-1124-4.
- The Heavenly Palaces: Merkabah. Edited by Peter Nisbet, with essays by Klaus Gallwitz, Lisa Salzmann and Laura Muir. Harvard University Art Museums, Cambridge, Mass. 2003.
- Anselm Kiefer · Lasst tausend Blumen blühen. Hrsg. C Sylvia Weber, mit einem Vorwort von Werner Spies. Kunsthalle Würth. Swiridoff, Künzelsau 2004, ISBN 3-89929-029-1.
- Sternenfall/Chute d’étoiles. (Französischer Katalog der Ausstellung im Grand Palais 2007) Editions du Regard, Paris 2007, ISBN 978-2-84105-203-5.
- Aperiatur Terra. Schirmer/Mosel, München 2008, ISBN 978-3-8296-0371-3.
- Heroische Sinnbilder. Hrsg. von Heiner Bastian. Schirmer/Mosel, München 2010, ISBN 978-3-8296-0361-4.
- Himmelspaläste. Hrsg. von Heiner Bastian. Mit Photographien und einem Text von Heiner Bastian. Schirmer/Mosel, München 2010, ISBN 978-3-8296-0459-8.
- Alkahest. Hrsg. von Arne Ehmann, mit einem Gedicht von Christoph Ransmayr. Galerie Thaddaeus Ropac, Salzburg 2011, ISBN 978-3-901935-45-9.
- Die Kunst geht knapp nicht unter. Anselm Kiefer im Gespräch mit Klaus Dermutz. Suhrkamp, Berlin 2010, ISBN 978-3-518-42187-1.
- Notizbücher. Band 1: 1998–1999. Suhrkamp, Frankfurt am Main 2011, ISBN 978-3-518-42195-6.
- Die Argonauten. Edited by Elena Ochoa Foster. Ivorypress, Madrid 2011, ISBN 978-84-938340-0-5.
- Anselm Kiefer – Nächstes Jahr in Jerusalem. Mitarbeit: Marina Warner. Prestel, München 2012, ISBN 978-3-7913-4617-5.
- Let a Thousand Flowers Bloom. Edited by Honey Luard, with a Text by Alex Danchev. White Cube, Hong Kong 2013, ISBN 978-1-906072-65-0.
- Johannis-Nacht. Hrsg. von Aeneas Bastian und Bettina Ruhrberg. DISTANZ Verlag, Berlin 2014, ISBN 978-3-95476-022-0.
- Opus Magnum, Schirmer und Mosel, München 2020, ISBN 978-3-8296-0898-5.
- mit Alexander Kluge: »Klugheit ist die Kunst, unter verschiedenen Umständen getreu zu bleiben«. Suhrkamp, Berlin 2024, ISBN 978-3-518-22557-8.

## Dokumentarfilme
Die englische Filmregisseurin und -Produzentin Sophie Fiennes stellte 2010 den Film Over Your Cities Grass Will Grow  fertig, der in Kiefers Refugium in der ehemaligen Fabrik La Ribaute im französischen Barjac aufgenommen wurde. Der Film wurde bei den Internationalen Filmfestspielen von Cannes 2010 in einer Sondervorführung außerhalb des Wettbewerbs gezeigt.
2019 strahlte 3sat den Dokumentarfilm: Dialoge in Südfrankreich: Ferdinand von Schirach trifft Anselm Kiefer aus. Das Gespräch fand im Herbst 2018 in La Ribaute statt und wurde von einem Kamerateam unter Leitung von Claudio Armbruster aufgezeichnet.
Wim Wenders widmete dem Künstler mit Anselm – Das Rauschen der Zeit (2023) einen Dokumentarfilm in 3D.